# Empire of Light
Empire of Light è un film del 2022 scritto e diretto da Sam Mendes.

## Trama
Nel 1980 Hilary Small lavora come direttrice di sala all'Empire Cinema di Margate, sulla costa settentrionale del Kent, in Inghilterra. Hilary soffre di bipolarismo, vive da sola, le è stato prescritto del litio dal suo medico e ha una relazione tossica con il suo capo sposato Donald Ellis. Un giorno viene assunto un nuovo dipendente, Stephen, un ragazzo inglese nero di origini caraibiche che vive con la madre Delia. Tra Stephen e Hilary nasce prima un'amicizia, che evolve poi in un rapporto sentimentale più profondo, che dà una nuova energia alla donna. Nasce però imbarazzo tra i due quando comprendono che la loro relazione è ormai nota tra i colleghi. Stephen, in particolare, temporeggia e Hilary, ferita, rifiuta di vederlo.
La situazione tuttavia destabilizza Hilary, che lentamente perde il controllo. Finché, durante una serata di gala per la première di Momenti di gloria, un grande evento per il cinema, Hilary torna a lavoro e, dopo aver preso la parola davanti al pubblico in platea, informa la moglie di Ellis della relazione extraconiugale del marito. Stephen comprende la gravità della situazione e cerca di aiutare Hilary, ma ormai è tardi e può solo assistere all'irruzione della polizia nel suo appartamento per un ricovero forzato in un ospedale psichiatrico. 
Dopo tre mesi, Hilary torna al lavoro, solo per vedere dei membri neonazisti del Fronte Nazionale aggredire Stephen durante una manifestazione in città. Hilary accompagna il ragazzo in ospedale, ma si sente nuovamente giudicata - questa volta dalla madre di Stephen. Quando supera le proprie insicurezze e torna a fargli visita, sarà proprio la donna a manifestarle la propria riconoscenza per quanto ha apportato alla vita del figlio. La gioia del momento la convince finalmente a vedere un film completo al cinema e il proiezionista Norman sceglie di proiettare Oltre il giardino per lei.
Dopo essere stato dimesso dall'ospedale, Stephen viene ammesso all'Università di Bristol per studiare architettura. Hilary ha sempre spronato Stephen a non rinunciare ai propri sogni, ma è con una profonda tristezza che lo saluta il giorno della partenza.

## Produzione
Le riprese del film sono iniziate il 7 febbraio 2022 nell'isola di Thanet.

## Promozione
Il primo trailer del film è stato diffuso il 24 agosto 2022.

## Distribuzione
La pellicola è stata presentata il 3 settembre 2022 al Telluride Film Festival, nello stesso mese al Toronto International Film Festival e distribuita nelle sale cinematografiche statunitensi a partire dal 9 dicembre dello stesso anno, mentre nelle sale italiane dal 2 marzo 2023.

### Divieti
Negli Stati Uniti il film è stato vietato ai minori di 17 anni non accompagnati da adulti per la presenza di "contenuto sessuale, violenza e linguaggio non adatto".

### Edizione italiana
Il doppiaggio italiano e la sonorizzazione della pellicola sono stati eseguiti dalla Dubbing Brothers, mentre la direzione è di Metello Mori e i dialoghi sono a cura di Gian Paolo Gasperi; con la supervisione artistica di Lavinia Fenu.

## Accoglienza

### Critica
Sull'aggregatore Rotten Tomatoes il film riceve il 45% delle recensioni professionali positive con un voto medio di 5,8 su 10 basato su 243 critiche, mentre su Metacritic ottiene un punteggio di 54 su 100 basato su 48 critiche.
Vanity Fair ha posizionato Empire of Light al terzo posto dei migliori film del 2022.

## Riconoscimenti
- 2023 - Premio Oscar[10]
  - Candidatura per la migliore fotografia a Roger Deakins
- 2023 - Golden Globe[11]
  - Candidatura per la migliore attrice in un film drammatico a Olivia Colman
- 2023 - British Academy Film Awards[12]
  - Candidatura per il miglior film britannico
  - Candidatura per il miglior attore non protagonista a Micheal Ward
  - Candidatura per la migliore fotografia a Roger Deakins
- 2023 - Critics' Choice Awards[13]
  - Candidatura per la miglior fotografia a Roger Deakins
- 2023 - Satellite Award[14]
  - Candidatura per la migliore fotografia a Roger Deakins
  - Candidatura per i migliori costumi a Alexandra Byrne